# Новоеленский
Новоеленский —  поселок в Клинцовском районе Брянской области в составе  Коржовоголубовского сельского поселения.

## География
Находится в западной части Брянской области на расстоянии приблизительно 12 км на северо-восток по прямой от районного центра города Клинцы.

## История
Упоминался с 1920-х годов. На карте 1941 года показан как поселение с 12 дворами.

## Население
Численность населения: 60 человек (1926), 8 человек (2002), 1 человек 2010, 0 человек (2013), 1 человек (2017), 1 человек (2021).
Будет упразднен как фактически не существующий в связи с переселением всех жителей на постоянное место жительства в другие населённые пункты.